# Соловьёв, Иван Иванович (актёр)
Иван Иванович Соловьёв (25 марта (7 апреля) 1910, Пятигорск — 3 декабря 1982, Ленинград) — советский российский актёр театра и кино, театральный режиссёр, педагог. Народный артист СССР (1980).

## Биография
Родился 25 марта (7 апреля) 1910 года в Пятигорске (ныне Ставропольский край) (по другим источникам — в Скопине).
В 1918—1926 годах учился в школе-семилетке в Царицыне (ныне Волгоград), затем, в 1926—1929 — в школе в Пятигорске, в 1929—1932 — на тракторосборочном отделении Сталинградского тракторного техникума (ныне Волгоградский индустриальный техникум). В 1932—1935 годах работал мастером, техником, слесарем, паспортизатором на разных предприятиях Сталинграда, Пятигорска, Москвы, служил в Красной Армии (1933).
В 1934—1937 годах учился и работал в театральной студии под руководством Н. П. Хмелёва в Москве.
С 1937 года (с перерывом, в 1957—1958 годах был командирован в 1-й Драматический театр ГСВГ) — актёр Московского драматического театра им. М. Н. Ермоловой. Исполнял главным образом роли героев в пьесах Н. Ф. Погодина, К. М. Симонова и других современных драматургов.
Из западного классического репертуара сыграл роль Петруччио в спектакле «Укрощение укротителя» Дж. Флетчера, который в 1940—1945 годы репетировали десять режиссёров, выпускал А. М. Лобанов. Со временем перешёл на возрастные острохарактерные роли. Последняя роль — Иван Грозный («Василиса Мелентьева» А. Н. Островского и С. А. Гедеонова) — мистическая роль, сгубившая многих актёров.
С 1960 года был руководителем Студенческого театра Московского университета.
Ставил спектакли как режиссёр (в Студенческом театре МГУ — «Дневник Анны Франк» Ф. Гудрич и А. Хакетта (1963); в ГДР, в театре группы советских войск — «Чудесный сплав» В. М. Киршона (1958)).
Снимался в кино и на телевидении.
Преподавал в студии Театра имени М. Ермоловой. В 1964—1968 годах преподавал в ГИТИСе.
Автор книг «Монолог под занавес» (1979), «По собственному опыту» (1982).
Член КПСС с 1952 года.
Умер 3 декабря 1982 года в Ленинграде во время гастролей театра. Похоронен в Москве на Введенском кладбище (29 уч.).

## Звания и награды
- Заслуженный артист РСФСР (1947)
- Народный артист РСФСР (1963)[2].
- Народный артист СССР (1980)
- Орден Октябрьской Революции (1975)
- Орден «Знак Почёта» (1967)
- Медаль «За доблестный труд в Великой Отечественной войне 1941—1945 гг.» (1946)
- Медаль «В память 800-летия Москвы» (1948)
- Медаль «В ознаменование 100-летия со дня рождения Владимира Ильича Ленина» (1970)

## Творчество

### Роли в театре
- Сергей Луконин («Парень из нашего города» К. М. Симонова, 1942)
- Осередько («Далеко от Сталинграда» А. А. Сурова, 1946)
- Комиссар Руднев («Люди с чистой совестью» П. П. Вершигоры, 1946)
- Воропаев («Счастье» П. А. Павленко и С. А. Радзинского, 1948)
- Бородатый солдат («Достигаев и другие» М. Горького, 1952)
- Эдвард Люне («Европейская хроника» А. Арбузова, 1953)
- Джифорд («Чужие» Хентер, 1955)
- Гай («Мой друг» Н. Ф. Погодина, 1963)
- Хлудов («Бег» М. А. Булгакова, 1967)
- Глоба («Русские люди» К. М. Симонова)
- Мартынов («Возмездие» Г. С. Берёзко)
- Савельев («Глеб Космачёв» М. Ф. Шатрова)
- Петруччо («Укрощение укротителя» Дж. Флетчера)
- Несчастливцев («Лес» А. Н. Островского)
- Иван Грозный — «Василиса Мелентьева» А. Н. Островского и С. А. Гедеонова

### Фильмография
1. 1949 — Падение Берлина — Джонсон
2. 1950 — Секретная миссия — немецкий резидент
3. 1951 — Незабываемый 1919 год — адмирал Коуэн
4. 1953 — Адмирал Ушаков — вице-адмирал Нельсон
5. 1953 — Корабли штурмуют бастионы — вице-адмирал Нельсон
6. 1955 — В квадрате сорок пять — "Слепой", майор Румянцев
7. 1956 — Урок истории — Фогт, следователь
8. 1960 — Тучи над Борском — эпизод
9. 1961 — В начале века — сановник
10. 1965 — Война и мир — Шиншин
11. 1965 — Так я пришёл — санитар
12. 1967 — Возмездие — Иван Петрович, командующий фронтом
13. 1968 — Ошибка Оноре де Бальзака — губернатор
14. 1968 — Случай из следственной практики — Александр Вага, следователь
15. 1968 — Шестое июля — Андрей Колегаев, член ЦК партии левых эсеров
16. 1969 — Адъютант его превосходительства — Резников
17. 1969 — Штрихи к портрету В. И. Ленина (Фильм 3: «Воздух Совнаркома») — Розанов, доктор
18. 1971 — Последний рейс «Альбатроса» — Владимир Зяблов
19. 1972 — Визит вежливости — мудрец на берегу моря
20. 1973 — Здесь наш дом — Сергей Владимирович, секретарь горкома
21. 1975 — Выбор цели — Халипов, сотрудник Курчатова
22. 1974 — День приёма по личным вопросам — Барчуков, директор ГРЭС
23. 1975 — Ольга Сергеевна — Зорков
24. 1975 — Полковник в отставке — Владимир Павлович, начальник отдела кадров
25. 1976 — Всегда со мною ... — сотрудник Эрмитажа
26. 1976 — Обычный месяц — Пётр Петрович Тищенко, профессор-кибернетик
27. 1976 — Сибирь (6 серия: «Нет, не будем бояться бури») — первый жандармский полковник
28. 1978 — Отец Сергий — преосвященный Никодим
29. 1979 — Активная зона — Марк Ефимович Таратута, главный инженер АЭС
30. 1980 — К кому залетел певчий кенар — Роберт Францевич Перль
31. 1982 — Место под солнцем (короткометражный) — старик-инвалид, водитель «Запорожца»
32. 1982 — Солнечный ветер — Райснилс, научное светило
33. 1982 — Формула памяти — Иван Архипов, директор НИИ памяти

### Фильмы-спектакли и телеверсии спектаклей
1. 1975 — Кружилиха
2. 1975 — Н. А. Некрасов. Русские женщины — чтец (отрывок из главы «Княгиня Трубецкая»)
3. 1979 — Горное гнездо — Прозоров
4. 1982 — Василиса Мелентьева — Иван Грозный
5. 1982 — На краю бездны — Эдгар